# خريطة الطقس المفتوحة
خريطة الطقس المفتوحة (بالإنجليزية: OpenWeatherMap) هي خدمة للتوفير بيانات الطقس على الأنترنت ، بما في ذلك بيانات الطقس الحالية، والتنبؤات والبيانات التاريخية لمطوري خدمات الويب والتطبيقات النقالة. وبالنسبة لمصادر البيانات، فإنه يستخدم خدمات بث الأرصاد الجوية، والبيانات الأولية من محطات الطقس بالمطارات، والبيانات الخام من محطات الرادار، والبيانات الخام من محطات الطقس الرسمية الأخرى. تتم معالجة جميع هاته البيانات من قبل خريطة الطقس المفتوحة بطريقة أنها تحاول توفير الدقة في بيانات وتوقعات الطقس وخرائط الطقس، مثل تلك المتعلقة بالغيوم أو هطول الأمطار . و أبعد من ذلك، وتركز الخدمة على الجانب الاجتماعي من خلال إشراك أصحاب محطات الطقس في الاتصال بالخدمة وبالتالي زيادة دقة بيانات الطقس. ويستخدم خريطة الشارع المفتوح لعرض خرائط الطقس .

## API
يوفر خريطة الطقس المفتوحة واجهة برمجة التطبيقات مع جسون ، لغة الترميز القابلة للامتداد و لغة ترميز النص الفائق ونقاط النهاية وتقدم الخدمة مستوى استخدام مجاني محدود.حيث يتطلب إجراء أكثر من 60 مكالمة في الدقيقة اشتراكا مدفوعا يبدأ من 40 دولارا أمريكيا في الشهر. ويتطلب الوصول إلى البيانات التاريخية اشتراك يبدأ من 150 دولار أمريكي شهريا. يمكن للمستخدمين طلب معلومات الطقس الحالية، والتنبؤات الموسعة والخرائط الرسومية (عرض الغطاء السحابي وسرعة الرياح والضغط وهطول الأمطار).

### بيانات الطقس الحالية
يتم تحديث البيانات الحالية للطقس كل عشر دقائق. فإنه يمكن البحث عن طريق اسم المدينة أو الإحداثيات الجغرافية على الأرض.

### التوقعات
يمكن البحث عن توقعات الطقس حسب المدينة أو الإحداثيات. تتوفر توقعات لمدة ثلاث ساعات لمدة تصل إلى 5 أيام، في حين تتوفر التنبؤات اليومية لمدة تصل إلى 16 يوما.

### البحث
نظام الترميز الجغرافي خريطة الطقس المفتوحة يسمح للمستخدمين بتحديد موقع المدينة بالاسم أوالبلد أوالرمز البريدي أو الإحداثيات الجغرافية. فمن الممكن البحث عن طريق جزء من اسم المدينة. لجعل نتيجة البحث أكتر دقة يجب تقسيم اسم المدينة والبلد عن طريق الفاصلة

### الخرائط
توفر خدمة خريطة الطقس المفتوحة الكثير من خرائط الطقس بما في ذلك هطول الأمطار والغيوم والضغط ودرجة الحرارة والرياح وغيرها الكثير. يمكن ربط الخرائط بتطبيقات الجوال ومواقع الويب. خرائط الطقس يمكن أن تكون مرتبطة كطبقات لمجموعة واسعة من الخرائط بما في ذلك البلاط المباشر، ومس،أوبنلايرس ، النشرة، خرائط جوجل ،وخرائط يانديكس .
توفر خدمة خريطة الطقس المفتوحة الكثير من خرائط الطقس بما في ذلك هطول الأمطار والغيوم والضغط ودرجة الحرارة والرياح وغيرها الكثير. يمكن ربط الخرائط بتطبيقات الجوال ومواقع الويب. خرائط الطقس يمكن أن تكون مرتبطة كطبقات لمجموعة واسعة من الخرائط بما في ذلك البلاط المباشر، ومس، أوبنلايرس، النشرة، خرائط جوجل، وخرائط ياندكس .

## التراخيص
يتم استخدام كافة البيانات التي تخص خريطة الطقس المفتوحة تحت شروط رخصة المشاع الإبداعي نسبته - على غرار. ومع ذلك، أي وصول يتجاوز 60 طلبات من البيانات الأساسية في الدقيقة الواحدة، فضلا عن تحميل الجزء الأكبر من قراءات الطقس والتنبؤات، تتطلب الاشتراك المدفوع.

## الوصلات الخارجية
- الموقع الرسمي